# Bob Kane
Pour les articles homonymes, voir Kane, Kahn et Robert Kahn.
Bob Kane, de son vrai nom Robert Kahn, né le 24 octobre 1915 à New York et mort le 3 novembre 1998 à Los Angeles, est un auteur de comics. 
Il est avant tout connu pour avoir créé le super-héros Batman avec Bill Finger.

## Biographie

### Les débuts
Bob Kane, de son vrai nom Robert Kahn, naît dans une famille juive originaire d'Europe de l'Est le 24 octobre 1915 à New York, d'un père ouvrier dans une imprimerie, Herman Kahn, et de Augusta Kahn, femme au foyer. 
Très jeune, il commence à dessiner et son père l'encourage dans cette voie. Il suit donc des cours, d'abord dans une école d'art située dans le Bronx, puis à Manhattan grâce à une bourse. Alors que ses études ne sont pas encore achevées, il commence à travailler au studio de Jerry Iger et Will Eisner qui produit des comics à la chaîne. 
Il connaissait bien Will Eisner, puisqu'ils avaient été camarades de classe. Il est chargé de dessins humoristiques et des strips, puis — pour le studio d'animation Fleischer — devient responsable entre autres de Popeye et Betty Boop.

### La création de Batman

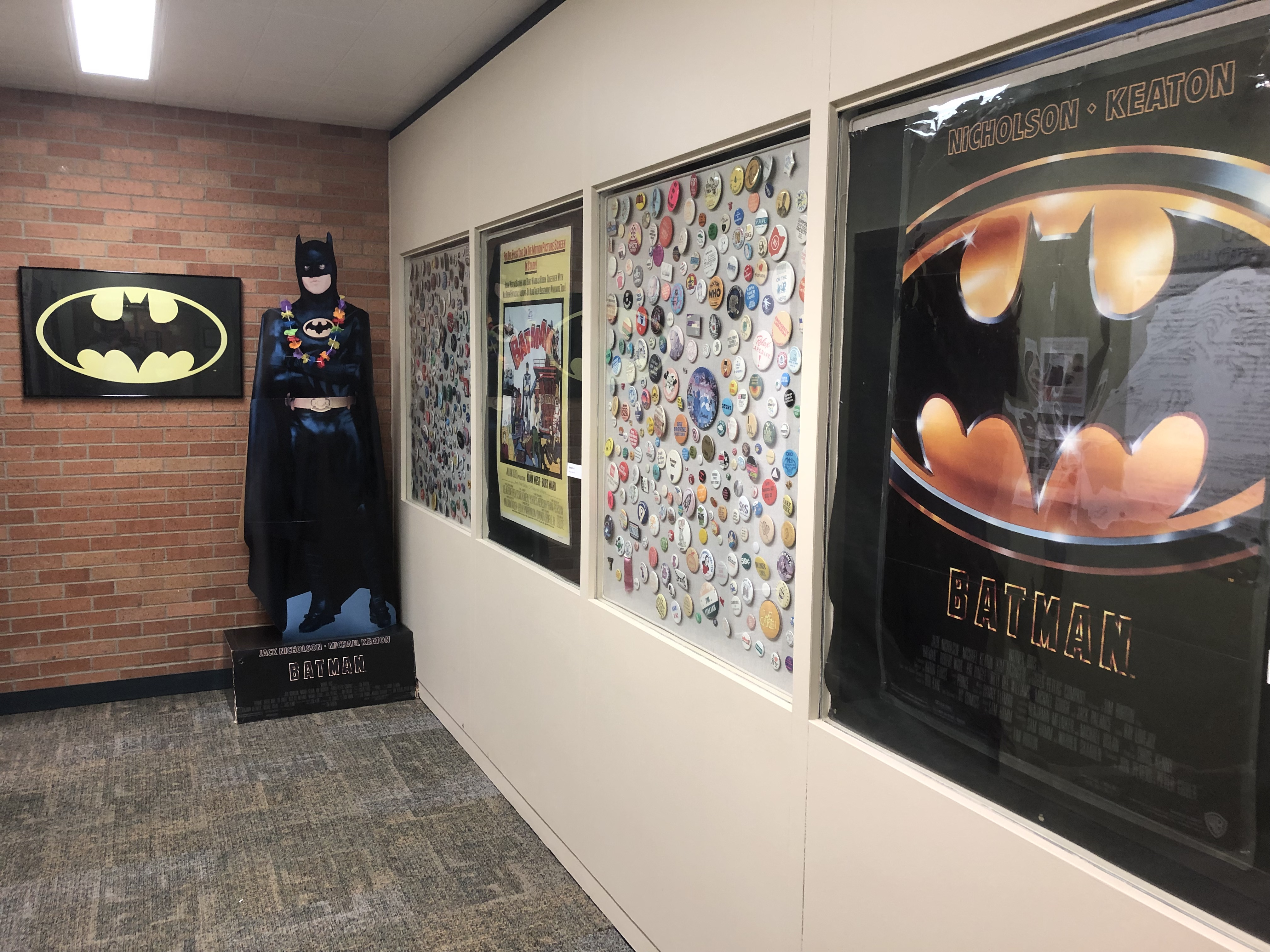
Conférence et exposition Batman dans la pop culture à la Bowling Green State University, 2019

En 1937, il se lance dans les comics et parvient à se faire publier chez National Periodical Publications.  En 1939, le succès de Superman incite les patrons de National Publications (qui deviendront DC Comics) à injecter plus d'histoires de super-héros dans leurs publications. Ils commandent un nouveau super-héros à Bob Kane. Ce dernier pense à créer « Birdman » puis « The Bat-Man » et demande conseil à son ami Bill Finger. Finger incite Bob Kane à repenser le costume (le faisant passer du rouge au noir) et écrit la première histoire de Batman, The Case of The Cheminal Syndicate, publiée dans Detective Comics 27 de Bill Finger.
Néanmoins, Bob Kane n'informe que tardivement DC Comics de l'existence de Bill Finger et signe dans un premier temps un contrat en son seul nom. Il s'assure alors d'être crédité comme le seul créateur officiel de Batman. Le héros devient vite un succès et Kane s'entoure de nombreux assistants (Jerry Robinson, Sheldon Moldoff). Ceux-ci ne sont néanmoins jamais crédités, même quand ils réalisent seuls les dessins des aventures.

## L'après comics

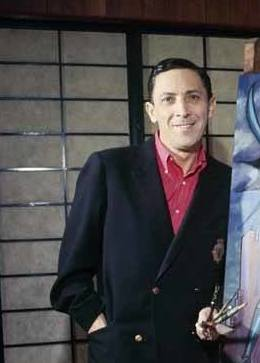
Bob Kane devant un de ses tableaux représentant Batman.

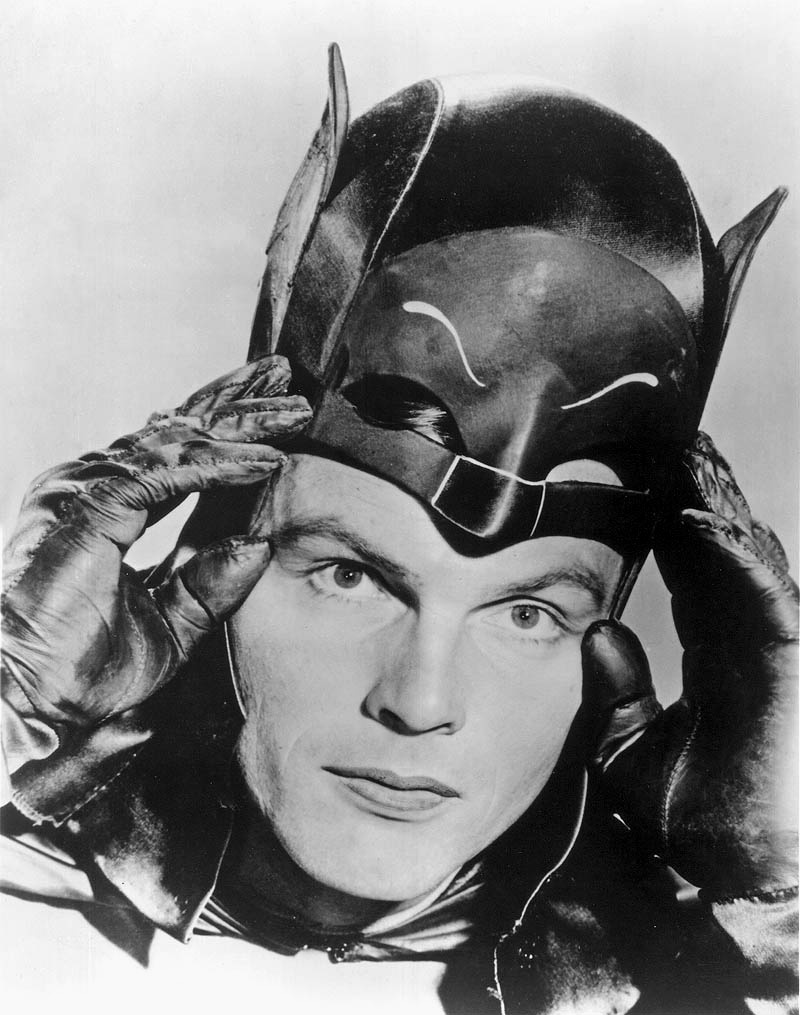
Adam West dans le rôle de Batman à la télévision, 1966

Bob Kane travailla ensuite pour la télévision dans des séries d'animation. Il profita du succès de la série télévisée de Batman des années 1960 pour se lancer dans le Pop art avec des peintures de Batman. Il fut consultant sur le film Batman et sa suite Batman : Le Défi, tous deux réalisés par Tim Burton.
Dans le film De Superman à Spider-Man : L'aventure des super-héros, sorti en 2001, Bob Kane apparaît en image d'archives.

## Prix et récompenses
- 1978 : Prix Inkpot
- 1994 : Temple de la renommée Jack Kirby
- 1996 : Temple de la renommée Will Eisner